# Napier Field (Alabama)
Napier Field és una població dels Estats Units a l'estat d'Alabama. Segons el cens del 2000 tenia 404 habitants.

## Demografia
Segons el cens del 2000, Napier Field tenia 404 habitants, 183 habitatges, i 109 famílies. La densitat de població era de 577,7 habitants/km².
Dels 183 habitatges en un 24% hi vivien nens de menys de 18 anys, en un 44,3% hi vivien parelles casades, en un 9,8% dones solteres, i en un 39,9% no eren unitats familiars. En el 32,8% dels habitatges hi vivien persones soles el 13,7% de les quals corresponia a persones de 65 anys o més que vivien soles. El nombre mitjà de persones vivint en cada habitatge era de 2,21 i el nombre mitjà de persones que vivien en cada família era de 2,85.
Per edats la població es repartia de la següent manera: un 21% tenia menys de 18 anys, un 9,9% entre 18 i 24, un 28,5% entre 25 i 44, un 24,3% de 45 a 60 i un 16,3% 65 anys o més.
L'edat mediana era de 39 anys. Per cada 100 dones hi havia 99 homes. Per cada 100 dones de 18 o més anys hi havia 92,2 homes.
La renda mediana per habitatge era de 27.868 $ i la renda mediana per família de 45.179 $. Els homes tenien una renda mediana de 29.375 $ mentre que les dones 19.583 $. La renda per capita de la població era de 18.769 $. Aproximadament el 6,2% de les famílies i l'11,8% de la població estaven per davall del llindar de pobresa.

## Poblacions més properes
El següent diagrama mostra les poblacions més properes.